# Latrobea genistoides
Latrobea genistoides är en ärtväxtart som först beskrevs av Meissner, och fick sitt nu gällande namn av Meissner. Latrobea genistoides ingår i släktet Latrobea och familjen ärtväxter. Inga underarter finns listade i Catalogue of Life.